# Phymeurus hamatus
Phymeurus hamatus är en insektsart som först beskrevs av Willy Adolf Theodor Ramme 1931.  Phymeurus hamatus ingår i släktet Phymeurus och familjen gräshoppor. Inga underarter finns listade i Catalogue of Life.